# 日本柔道整復師会
公益社団法人日本柔道整復師会（にほんじゅうどうせいふくしかい）は、柔道整復師によって構成される職能団体。1935年（昭和10年）に設立され、法人の設立は1953年（昭和28年）である。柔道整復術に関する啓蒙、啓発活動や柔道整復師の利益を守るための社会的活動などを行っている。職能団体であり、会員となる柔道整復師は、任意的に募っている。厚生労働省等と常に連絡をとり、政策立案の推進に寄与している。